# Cristiano Doni
Cristiano Doni (1. duben 1973, Řím, Itálie) je bývalý italský fotbalový záložník. Je nejlepším střelcem v historii Atalanty (112 branek).

## Klubová kariéra
od roku 1988 byl hráčem Modeny. První zápasy za dospělé odehrál ve čtyřligovém Rimini kde byl na hostování a slavil s nimi postup do třetí ligy. Poté byl poslán na hostování do Pistoiese a od roku 1994 byl na dva roky hráčem Boloně se kterou vyhrál třetí i druhou ligu.
V roce 1996 odešel do Brescie. Opět vyhrál druhou ligu a slavil tak postup do nejvyšší ligy. Po první sezoně v nejvyšší lize se rozhodl odejít do druholigové Atalanty kde působil dalších pět let.
V prvních dvou sezonách strávil ve druhé lize a odehrál celkem 75 utkání a vstřelil 28 branek. Nejlepší sezonu odehrál v sezoně 2001/02. S klubem obsadil 9. místo v lize, ale on vstřelil 16 branek, což bylo 6. místo v tabulce střelců. Po sestupu v sezoně 2002/03 se rozhodl odejít na dva roky do Sampdoria a v roce 2005 byl na jeden rok hráčem španělské Mallorky. Zde se mu nedařilo a v létě 2006 odešel zpět do Itálie.
Vrátil se do Atalanty, kde zůstal po zbytek fotbalové kariéry. V prvním dvou sezonách vstřelil 25 branek z 56 utkání v lize. V sezoně 2009/10 s klubem sestoupil do druhé ligy, ale po roce byli zpět v nejvyšší lize i díky jeho 12 brankám.
V srpnu 2011 vypukl v Itálii sázkařská aféra a samotný hráč byl do ní zapleten. Dostal trest 3,5 let bez fotbalu. To znamenalo pro něj konec kariéry. V roce 2016 byl zproštěn viny pro nedostatek důkazů.

## Hráčská statistika
| Sezóna  | Klub      | Liga             | Liga   | Liga | Ligové poháry | Ligové poháry | Ligové poháry | Kontinentální poháry | Kontinentální poháry | Kontinentální poháry | Celkem | Celkem |
| Sezóna  | Klub      | Soutěž           | Zápasy | Góly | Soutěž        | Zápasy        | Góly          | Soutěž               | Zápasy               | Góly                 | Zápasy | Góly   |
| ------- | --------- | ---------------- | ------ | ---- | ------------- | ------------- | ------------- | -------------------- | -------------------- | -------------------- | ------ | ------ |
| 1991/92 | Modena    | Serie B          | 0      | 0    | IP            | 0             | 0             | -                    | 0                    | 0                    | 0      | 0      |
| 1992/93 | Rimini    | Serie C2         | 31     | 6    | -             | 0             | 0             | -                    | 0                    | 0                    | 31     | 6      |
| 1993/94 | Pistoiese | Serie C1         | 31     | 3    | -             | 0             | 0             | -                    | 0                    | 0                    | 31     | 3      |
| 1994/95 | Bologna   | Serie C1         | 25     | 8    | -             | 0             | 0             | -                    | 0                    | 0                    | 25     | 8      |
| 1995/96 | Bologna   | Serie B          | 29     | 3    | IP            | 5             | 0             | -                    | 0                    | 0                    | 34     | 3      |
| 1996/97 | Brescia   | Serie B          | 30     | 7    | IP            | 1             | 0             | -                    | 0                    | 0                    | 31     | 7      |
| 1997/98 | Brescia   | Serie A          | 21     | 1    | IP            | 0             | 0             | -                    | 0                    | 0                    | 21     | 1      |
| 1998/99 | Atalanta  | Serie B          | 27     | 8    | IP            | 7             | 3             | -                    | 0                    | 0                    | 34     | 11     |
| 1999/00 | Atalanta  | Serie B          | 35     | 14   | IP            | 6             | 3             | -                    | 0                    | 0                    | 41     | 17     |
| 2000/01 | Atalanta  | Serie A          | 27     | 7    | IP            | 7             | 3             | -                    | 0                    | 0                    | 34     | 10     |
| 2001/02 | Atalanta  | Serie A          | 30     | 16   | IP            | 2             | 0             | -                    | 0                    | 0                    | 32     | 16     |
| 2002/03 | Atalanta  | Serie A          | 26+1   | 10   | IP            | 1             | 0             | -                    | 0                    | 0                    | 28     | 10     |
| 2003/04 | Sampdoria | Serie A          | 22     | 5    | IP            | 2             | 1             | -                    | 0                    | 0                    | 24     | 6      |
| 2004/05 | Sampdoria | Serie A          | 22     | 1    | IP            | 2             | 3             | -                    | 0                    | 0                    | 24     | 4      |
| 2005/06 | Mallorca  | Primera División | 24     | 2    | ŠP            | 0             | 0             | -                    | 0                    | 0                    | 24     | 2      |
| 2006/07 | Atalanta  | Serie A          | 26     | 13   | IP            | 0             | 0             | -                    | 0                    | 0                    | 26     | 13     |
| 2007/08 | Atalanta  | Serie A          | 30     | 12   | IP            | 0             | 0             | -                    | 0                    | 0                    | 30     | 12     |
| 2008/09 | Atalanta  | Serie A          | 31     | 9    | IP            | 1             | 0             | -                    | 0                    | 0                    | 32     | 9      |
| 2009/10 | Atalanta  | Serie A          | 30     | 2    | IP            | 2             | 0             | -                    | 0                    | 0                    | 32     | 2      |
| 2010/11 | Atalanta  | Serie B          | 34     | 12   | IP            | 0             | 0             | -                    | 0                    | 0                    | 34     | 12     |
| 2011/12 | Atalanta  | Serie A          | 0      | 0    | IP            | 0             | 0             | -                    | 0                    | 0                    | 0      | 0      |
| Celkově | Celkově   | Celkově          | 532    | 139  | -             | 36            | 13            | -                    | 0                    | 0                    | 568    | 152    |

## Reprezentační kariéra
Za reprezentaci odehrál 7 utkání a vstřelil jednu branku. První utkání odehrál 7. listopadu 2001 proti Japonsku (1:1). Byl povolán na MS 2002, kde odehrál první dva zápasy ve skupině. Poslední utkání odehrál 12. října 2002 proti Srbsku a Černé hoře (1:1).

### Statistika na velkých turnajích
| Reprezentace | Rok     | Zápasy             | Zápasy | Zápasy     | Zápasy           | Zápasy           | Zápasy   |
| Reprezentace | Rok     | Fáze turnaje       | Datum  | Soupeř     | Odehraných minut | Vstřelené branky | Výsledek |
| ------------ | ------- | ------------------ | ------ | ---------- | ---------------- | ---------------- | -------- |
| Itálie       | MS 2002 | 1 zápas ve skupině | 3. 6.  | Ekvádor    | 64               | 0                | 2:0      |
| Itálie       | MS 2002 | 2 zápas ve skupině | 8. 6.  | Chorvatsko | 79               | 0                | 1:2      |

## Úspěchy

### Klubové
- 3× vítěz 2. italské ligy (1995/96, 1996/97, 2010/11)

### Reprezentační
- 1× na MS (2002)